# NRG 아레나
NRG 아레나(영어: NRG Arena)는 미국 텍사스주 휴스턴에 위치한 실내 경기장이다. 과거 NBA 휴스턴 코메츠의 홈경기장으로 사용했다.